# Тото, героят
„Тото, героят“ (на френски: „Toto le héros“) е белгийско-френско-германски игрален филм от 1991 година. Сценарист и режисьор е Жако Ван Дормал, а главните роли се изпълняват от Мишел Буке, Тома Годе и Сандрин Бланк.

## Сюжет
В сложна поредица от ретроспекции възрастен мъж на име Тома Ван Хазебраук, наричан в детството му Тото, си припомня безличния си живот, като си представя как би протекъл той, ако някои събития протекат по друг начин.
От осемгодишен Тома е убеден, основателно или не, че непосредствено след раждането си е разменен по погрешка с друго бебе, неговия съсед Алфред Кант. Завистта към него пропива целия му живот, понякога с трагични последствия за близките му. Вече остарял и живеещ в старчески дом, Тома непрекъснато мисли как да му отмъсти и дори си представя как го убива. В крайна сметка той открива по-оригинален начин да придаде смисъл на живота си.

## Роли
- Мишел Буке: Тома като старец и озвучаване на Тома в зряла възраст
- Йо Де Бакер: Тома в зряла възраст
- Тома Годе: Тома като дете
- Жизела Юлен: Евелин като стара жена
- Мирей Перие: Евелин като млада жена
- Естел Юник: Евелин като дете
- Сандрин Бланк: Алис
- Петер Бьолке: Алфред като старец
- Дидие Ферне: Алфред в зряла възраст
- Хюго Харълд Харисън: Алфред като дете
- Фабиен Лорио: майката на Тома
- Клаус Шиндлер: бащата на Тома
- Паскал Дюкен: Селестен като възрастен
- Карим Мусати: Селестен като дете
- Дидие Де Нек: г-н Кант
- Кристин Смейстерс: г-жа Кант